# 肝破裂
肝破裂（かんはれつ、英語: hepatorrhexis）は、外傷などによって肝臓が破裂を来した病態である。肝損傷（かんそんしょう、英: liver injury）とも称される。

## 疫学
原因としては、刺創や銃創、爆傷などの創傷、交通事故や高所転落といった高エネルギー外傷が多い。また、肝がんや膿瘍などの自然破裂によっても生じることから、発症機転や病態はさまざまである。
肝臓は損傷を受けやすいうえに肝動脈、門脈、肝静脈が密集しているため、損傷を受けることで大量出血を生じやすく、出血性ショックが起こる危険性が高い。肝損傷による出血のほぼすべてが腹腔内出血となるため、緊急に対処が必要となる。

## 症状と診断
来院時死亡（DOA）ないし心肺停止（CPAOA）であることも多く、生存状態で来院する場合も、多くは顔面蒼白、頻脈、血圧低下などの出血性ショックを呈している。
腹痛、腹部圧痛、および腹部膨隆など、重症の腹部出血の臨床像は臨床的に明白である。少量の出血または血腫では右上腹部の疼痛および圧痛が生じる。
出血性ショックを呈し、腹腔内出血が明らかな患者の場合はCT検査などを一切省略して、手術室へ移送し緊急開腹術を施行することが肝要であり、心停止が差し迫っていると判断されるNon-responderやTransient responderの場合には救急室における緊急開腹術も考慮されなければならない。

## 検査
- 超音波検査 - 通常、まず迅速外傷超音波検査（FAST）法が行なわれる。
- 試験開腹
- コンピュータ断層撮影（CT）

## 治療
損傷の程度が軽度な場合は、経過観察となる場合もあるが、重度の場合まず出血性ショックに対する治療が最優先とされ、気道確保（重篤であれば気管挿管）に続いて直ちに静脈路確保を行ない、輸液・輸血を開始する。出血が止まらない場合は腹部血管造影検査を行い、コイルを用いて動脈塞栓術を施行する。これらの治療を行なってもバイタルサインが不安定であったり、一般状態の悪化が認められる場合、開腹術によって損傷血管の一時的な遮断、パッキングおよび損傷部位の修復などを行なう。